# Fanny Hill
Memoirs of a Woman of Pleasure, beter bekend als Fanny Hill, is een erotische roman van John Cleland die voor het eerst gepubliceerd werd in Engeland in 1748. Het boek werd geschreven toen de auteur in een Londense schuldenaarsgevangenis zat. Het is de eerste Engelstalige pornografie in proza en de eerste waarbij de romanvorm wordt gebruikt. Fanny Hill is ook een van de meest vervolgde en verboden boeken in de geschiedenis, waardoor het synoniem is geworden voor obsceniteit.

## Publicatiegeschiedenis
De roman Memoirs of a Woman of Pleasure werd in twee delen uitgegeven. Het eerste deel op 21 november 1748 en het tweede in februari 1749 door G. Fenton (eigenlijk Fenton Griffiths en zijn broer Ralph). Na publicatie kwam er van regeringswege niet direct een reactie. Pas in november van 1749, een jaar na het verschijnen van het eerste deel, werden Cleland en Ralph Griffiths gearresteerd op beschuldiging van het "corrumperen van 's konings onderdanen". Voor de rechtbank nam Cleland afstand van het boek, dat daarop officieel werd teruggetrokken. Toch werd het boek populair, er verschenen illegale uitgaven. Aan het boek werd een interpolatie toegevoegd, waarin wordt beschreven hoe Fanny door een spleet in de muur homoseksuele handelingen tussen mannen gadeslaat.
In de 19e eeuw werden de illegale uitgaven op de zwarte markt verkocht. Pas in 1963 - nog tot na het mislukken van het Brits obsceniteitenproces tegen Lady Chatterley's Lover in 1960 - besloot Mayflower Books, met Gareth Powell als algemeen directeur, een ongekuiste paperbackversie van Fanny Hill uit te geven. Enkele dagen voor de officiële verschijning kwam de Britse politie van het bestaan van het boek op de hoogte door een bordje in de etalage van de Magic Shop in Tottenham Court Road in Londen die gerund werd door Ralph Gold. Een agent kocht een exemplaar en bracht dit naar de rechtbank in Bow Street, waarna rechter Sir Robert Blundell een huiszoekingsbevel uitvaardigde. Op hetzelfde moment bezochten twee agenten van de zedenpolitie Mayflower Books aan de Vauxhall Bridge Road om te onderzoeken of daar misschien een voorraad zou zijn opgeslagen. Zij ondervroegen Powell en namen de enige vijf voorhanden zijnde exemplaren in beslag.
De politie keerde terug naar de Magic Shop en nam daar nog eens 171 exemplaren in beslag, waarop Gold werd gedagvaard onder sectie 3 van de wet tegen obsceniteiten. Inmiddels had Mayflower 82.000 exemplaren gedistribueerd maar het was Gold, in plaats van Mayflower Books of Fanny Hill, die werd vervolgd, hoewel Mayflower de proceskosten dekte. Het proces werd in februari 1964 gehouden. De verdediging voerde aan dat Fanny Hill een historische bron was van het vrijelijk beleven van normale niet-perverse seks, en zodoende geen rauwe pornografie. De openbare aanklager bestreed dit met een a-typische scène over flagellatie en won. Mayflower besloot niet in beroep te gaan. De zaak had echter de groeiende discrepantie aangetoond tussen de toenmalige zedelijkheidswetgeving en de sociale realiteit van het Verenigd Koninkrijk aan het eind van de jaren zestig en speelde een belangrijke rol bij het herzien van standpunten op dit terrein, waarna ten slotte in 1970 een ongekuiste versie van Fanny Hill kon verschijnen.
Het boek vond zijn weg ook naar de Verenigde Staten waar het in 1821 wegens obsceniteit werd verboden. In 1963 publiceerde Putnam het boek onder de titel John Cleland's Memoirs of a Woman of Pleasure maar ook deze uitgave werd onmiddellijk verboden. De uitgever vocht het verbod aan. In 1966 velde het Amerikaanse Hooggerechtshof in Memoirs versus Massachusetts het belangrijke vonnis dat de roman de Roth-standaard (een eerdere uitspraak in de VS over een “soortgelijke zaak”) van obsceniteit niet had overschreden.
In 1973 werd de zogenaamde Millertest (een soort obsceniteitstest) van kracht, en als gevolg hiervan werd het verbod op de roman opgeheven. "Hoewel het boek op punten wellustigheid aanmoedigt, ontbreekt het in het werk niet aan literaire of artistieke kwaliteiten."

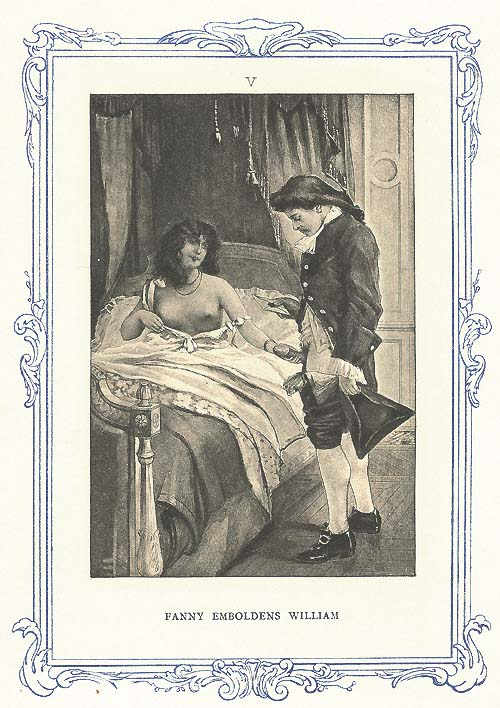
Fanny windt William op

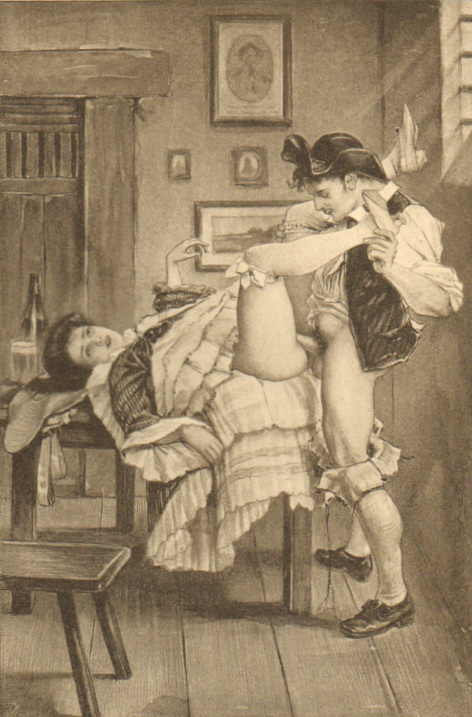
Fanny en haar zeeman

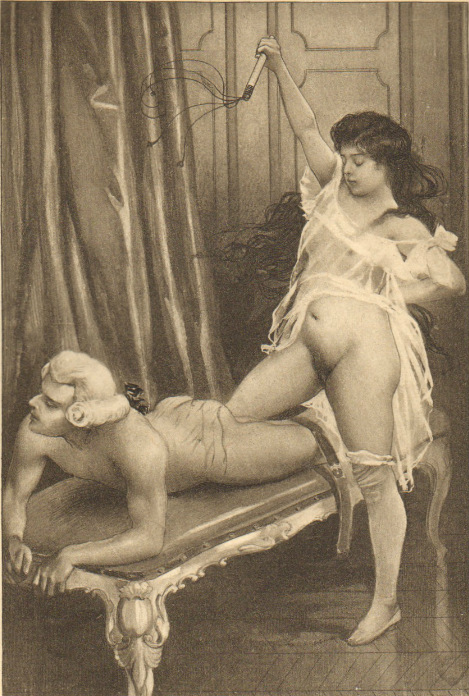
Fanny behandelt meneer Barville

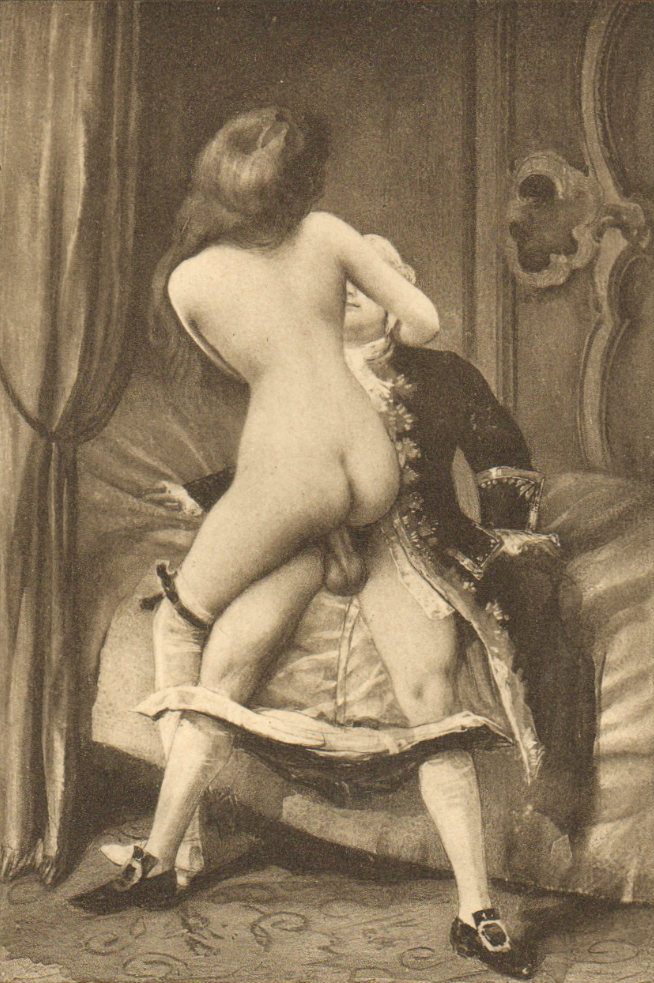
Louisa met de zoon van de huisbazin

## Het boek
Het boek is geschreven als een serie zogenaamd door Fanny Hill aan een onbekende vrouw geschreven brieven, waarin zij haar levenskeuzes rechtvaardigt. Frances “Fanny” Hill is een 15-jarig meisje met een eenvoudige opleiding en woont in een klein dorpje nabij Liverpool. Net nu zij deze leeftijd heeft bereikt sterven haar beide ouders. Esther Davids, een meisje uit het dorp van Fanny dat al een tijdje in Londen woont, haalt haar over om ook naar de stad te komen. Als zij daar uiteindelijk is aangekomen verlaat Esther haar om onduidelijke redenen.
Fanny ontmoet mevrouw Brown, een korte, zwaarlijvige rijke vrouw, die haar onderdak biedt. Fanny moet dan wel het bed met haar medekamerhuurster Phoebe Ayres delen. Al tijdens de eerste nacht verleidt Phoebe haar tot het hebben van lesbische seks. Helaas runt mevrouw Brown een bordeel en op een avond wordt Fanny gedwongen om deze met een bejaarde, zwaarlijvige man door te brengen. De man probeert haar te verkrachten, maar dat mislukt.
Fanny krijgt een paar dagen koorts. Mevrouw Brown die er tot haar verbazing achter komt dat Fanny geen prostituee is, maar een ongeschonden maagdelijk meisje, probeert de seksuele gunsten van haar te verkopen aan de buitengewoon rijke Lord B.
Fanny verbergt zich en bespiedt mevrouw Brown die seks bedrijft met een gespierde knappe rijke man. Fanny masturbeert terwijl zij naar hen kijkt. Die nacht vertelt Phoebe over seks, bevallingen, anale seks en nog meer seksuele handelingen. De volgende dag ontdekken Phoebe en Fanny nog een ander meisje, Pole Ayres, die dan seks heeft een gespierde, buitengewoon knappe en getalenteerde Genuese koopman. Nadien masturberen Phoebe en Fanny elkaar. Zes dagen later ontmoet Fanny de 19-jarige rijke edelman Charles. Zij worden op slag verliefd op elkaar. Charles helpt Fanny de volgende dag uit het bordeel te ontsnappen en ze gaan naar een herberg buiten Londen. Daar heeft Fanny enkele dagen seks met Charles. Hij neemt haar mee naar zijn flat in St. James's te Londen en introduceert haar bij Lady Mrs. Jones. Vele maanden lang bezoekt Charles Fanny dagelijks om de liefde te bedrijven. Fanny werkt hard om geschoold te worden en hoffelijke manieren te leren.
Na acht maanden wordt zij zwanger. Drie maanden later verdwijnt Charles geheimzinnig. Mevrouw Jones zegt dat de vader van Charles zijn zoon heeft gekidnapt en hem naar de zuidelijke zeeën heeft gestuurd. Ontdaan door het nieuws dat hij voor minstens drie jaar weg zal zijn, stort Fanny in en wordt ziek. Ze keert terug naar mevrouw Jones, die haar verzorgt, maar ze raakt in een diepe depressie.
Mevrouw Jones vertelt de nu 16-jarige Fanny dat zij als prostituee voor haar moet gaan werken. Zij stelt haar voor aan meneer H., een grote, gespierde, rijke man met een behaarde borstkas. Zonder dat zij het weet drinkt zij een afrodisiacum en heeft daarna seks met hem en ontdekt dat seks ook voor het genoegen bedreven kan worden en niet alleen vanwege liefde.
Meneer H. brengt Fanny naar een nieuw appartement en begint haar te overladen met juwelen, kleding, kunst en meer. Na zeven maanden ontdekt ze dat meneer H. seks met haar dienstmeid heeft gehad. Fanny lost dit op door William, de 19-jarige gespierde dienaar met krullend haar van meneer H., te verleiden. William blijkt een bijzonder grote erectie te hebben: "...Niet het speelgoed van een jongen, niet het wapen van een man, maar een enorme meiboom van zo’n afmeting dat het van een reus geweest moet zijn. ...In het kort, er stond een voorwerp van terreur en vreugde". Een maand later ontdekt meneer H. de relatie en stopt met haar te onderhouden.
Fanny wordt nu door mevrouw Cole, de vrouw van een van de vrienden van meneer H. opgenomen. Ook zij heeft een bordeel in Covent Garden. Hier ontmoet Fanny drie andere prostituees die daar ook wonen:
- Emily is een blond meisje van net 20 jaar die op haar 14e van haar landhuis wegliep naar Londen. Zij ontmoette daar een 15-jarige jongen die, seksueel ervaren, geslachtsgemeenschap had met haar toen zij nog maagd was. Hoewel de twee samenwoonden was Emily een paar jaar straatprostituee, voordat zij door mevrouw Cole werd opgenomen.
- Harriet is een brunette en weeskind die opgevoed is door haar tante. Haar eerste seksuele ervaring was met de zoon van Lord N., een edelman wiens landgoed naast dat van haar verwanten ligt.
- Louisa is een onecht kind van een regeringsfunctionaris en een nog puberende werkster. Al op heel vroege leeftijd begon zij uitgebreid met masturbatie. Terwijl haar moeder naar Londen was begon Louisa op de slaapkamer van haar moeder te masturberen. De 19-jarige zoon van de huisbazin beantwoordde de liefde aan het 13-jarige meisje. In de jaren die daarop volgden had zij seks met zoveel mannen als mogelijk en richtte zich tot de prostitutie als middel om haar lusten te bevredigen.

Korte tijd later neemt Fanny deel aan een orgie, samen met de drie meisjes en vier rijke edelmannen. Fanny en haar jonge edelman beginnen een verhouding, maar die eindigt een paar maanden later omdat hij naar Ierland vertrekt. Mevrouw Cole stelt haar nu voor aan meneer Norbert, een impotente, aan drugs verslaafde alcoholist, die bezig is met verkrachtingsfantasieën van prostituees. Ongelukkig met het onvermogen van meneer Norbert heeft Fanny heimelijk seks met een zeeman van de Royal Navy. Meneer Norbert sterft spoedig, maar mevrouw Cole stelt Fanny dan voor aan meneer Barville, een rijke, jonge masochist die van zweepslagen bij de seks geniet. Na een korte affaire begint zij met een seksuele verhouding met een bejaarde klant, die opgewonden raakt door haar haar te strijken en in de toppen van haar handschoenen te bijten. Hierna treedt voor Fanny een periode van celibaat in
Emily en Louisa gaan naar een verkleedfeest, waar Emily een biseksuele man ontmoet. Hij denkt dat Emily een man is. De waarheid wordt ontdekt en de man begint met haar in het rijtuig te vrijen. Fanny is onthutst door deze homoseksuele ontmoeting. Spoedig na dit incident maakt zij een tocht door het land en neemt een kamer bij een herberg als zij pech krijgt met haar rijtuig. Zij observeert twee jonge mannen die anale seks bedrijven in de kamer naast haar. Geschrokken valt zij van haar kruk waarbij ze bewusteloos raakt. Hoewel de twee mannen verdwijnen probeert ze de dorpsbewoners ertoe aan te sporen de twee nog op te sporen en te bestraffen.
Enkele weken later verleiden zowel Fanny als Louisa de tienerzoon van de huisbazin. Zijn stijve penis is zelfs groter dan die van William, denkt Fanny. De jongen, duidelijk nog maagd, heeft meerdere keren nogal ruwe en gewelddadige seks met Louisa. Louisa verlaat mevrouw Cole korte tijd later en wordt verliefd op nog zo’n jonge man. Fanny en Emily volgen de twee heren waar zij op hun landgoed worden uitgenodigd. Zij zwemmen in een beek en hebben uren seks met hen. De ouders van Emily vinden spoedig hun dochter - niet wetende dat zij een carrière als prostituee heeft gehad - en vragen haar om weer thuis te komen. Ze stemt toe.
Mevrouw Cole gaat met pensioen en Fanny moet van haar spaargeld zien rond te komen. Op een dag ontmoet ze een man van 45 jaar, die er door zijn slechte gezondheid uitziet als 60. De man wordt verliefd op Fanny, maar behandelt haar als zijn dochter. Hij sterft en laat haar een klein fortuin na. De nu 18-jarige Fanny gebruikt haar rijkdom om Charles opnieuw op te sporen. Ze krijgt te horen dat hij twee en een halfjaar geleden, na het bereiken van de zuidelijke zeeën, is verdwenen. Een paar maanden later onderneemt de moedeloze Fanny een reis om mevrouw Cole te zien, die haar pensioen geniet in Liverpool, maar een storm dwingt Fanny om onderweg een herberg aan te doen en hier loopt zij Charles tegen het lijf. Hij was naar Engeland teruggekomen, maar had schipbreuk geleden op de Ierse kust. Fanny vertelt Charles alles over haar leven en ondeugden, maar hij vergeeft haar en vraag om met hem te trouwen, wat zij dan ook doet.

## De illustraties
Begin 20e eeuw is het boek voorzien van illustraties door Édouard-Henri Avril.